# 의령 덕곡서원
의령 덕곡서원(宜寧 德谷書院)은 대한민국 경상남도 의령군 의령읍에 위치한 서원이다.
덕곡서원은 1654년(효종5년)에 당시 의령현감이었던 윤순거(尹舜擧)가 덕곡촌(德谷村) 입구의 경승지를 택하여 퇴계(退溪) 이황(李滉)의 학문과 덕행을 추모하기 위해 세웠다. 퇴계선생의 처가가 의령에 있었던 적이 있고, 이때 퇴계선생이 의령에 머물렀던 까닭에 이곳에 서원을 세운 것이다. 1660년(현종1년)에 사액서원이 되었으나 대원군 때 헐렸다. 1902년에 유림들이 강당과 솟을대문을 복원하였고, 1992년에 묘우(廟宇)를 재건하였다. 강당은 정면 5칸, 측면 2칸의 팔작지붕 기와집으로 가운데는 마루이며 양쪽은 방으로 구성되어 있다.
1985년 11월 7일 경상남도의 문화재자료 제131호 덕곡서원으로 지정되었다가, 2018년 12월 20일 현재의 명칭으로 변경되었다.

## 개요
퇴계 이황(1501∼1570)의 학문과 덕행을 추모하기 위해 세워 위패를 모신 서원이다.
이황은 조선 중기의 문신이며 학자이다. 백운동서원을 ‘소수’라는 현판을 받아 사액서원으로 만들었다. 이 소수서원이 최초의 사액서원이다. 퇴계의 학문은 일대를 풍미하여 퇴계 학파를 형성해왔고, 일본 유학에 결정적인 영향을 끼쳤다.
덕곡서원은 효종 5년(1654)에 세웠고, 현종 원년(1660) 나라에서 ‘덕곡’이라는 현판을 받아 사액서원이 되었다. 하지만 고종 8년(1871) 서원철폐령으로 목조건물 전부가 철거되었다. 그 후 고종 39년(1902) 유림들이 강당과 솟을대문을 복원하였고, 다시 1992년 사우각을 다시 지었다.
강당은 앞면 5칸·옆면 2칸 규모이며, 지붕은 옆면에서 볼 때 여덟 팔(八)자 모양인 팔작지붕으로 꾸몄다.

## 같이 보기
- 이황

## 참고 자료
- 덕곡서원 - 국가유산청 국가유산포털
- 덕곡서원(德谷書院) - 한국서원연합회